# Pteropus neohibernicus
Pteropus neohibernicus El gran zorro volador ( Pteropus neohibernicus ), también conocido como zorro volador mayor o zorro volador de Bismarck, es una especie de megamurciélago del género Pteropus, que se encuentra en las tierras bajas de Nueva Guinea y en el archipiélago de Bismarck. La evidencia contradictoria sugiere que su pariente más cercano es el zorro volador de anteojos o, conjuntamente, el Pelew y los zorros voladores insulares. Se reconocen dos subespecies.
Con un peso de hasta 1,6 kg (3,5 lb), se encuentra entre los murciélagos más pesados del mundo y el murciélago más grande de Melanesia. Es un animal gregario que se posa con cientos o miles de individuos. [1] En parte debido a su amplia variación de color, tiene muchos sinónimos taxonómicos, incluidos Pteropus degener, Pteropus papuanus y Pteropus sepikensis. Puede forrajear durante el día o la noche en busca de frutos, incluidos higos o frutos de la familia Sapotaceae. La UICN la considera una especie de menor preocupación , aunque su número se ha visto afectado negativamente por lo que parecía ser una enfermedad, así como por la caza de carne de animales silvestres que se encuentra en toda su área de distribución.

## Distribución geográfica
Es endémica de Nueva Guinea y las islas Bismarck.